# Kieler MTV

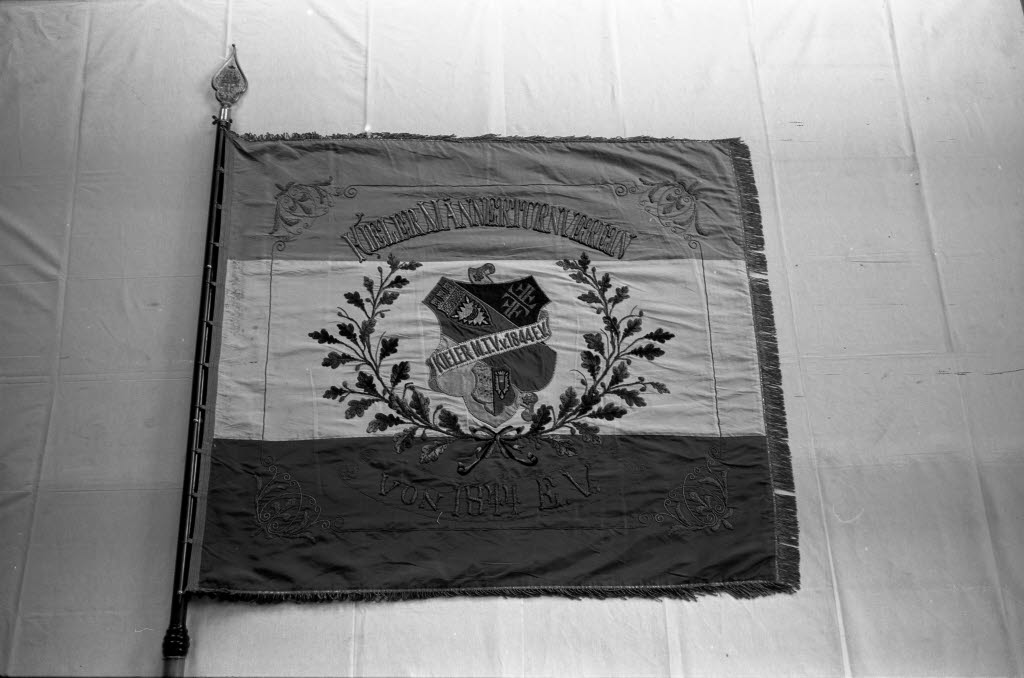
Kieler MTV Vereinsfahne

Der Kieler MTV (Kieler Männerturnverein oder KMTV) ist ein Sportverein in Kiel. Mit (Stand: 1. Januar 2019) 7.012 Mitgliedern ist er der zweitgrößte Sportverein Schleswig-Holsteins. Der Kieler MTV wurde 1844 von Peter Wilhelm Forchhammer gegründet und bietet heute zahlreiche Sportarten an. Insbesondere im Fitnesstraining und im Fußball gab es in den letzten Jahren bedeutende Mitgliederzuwächse. Von 2012 bis 2018 gab es unter dem Namen „KMTV Eagles“ eine Volleyball-Männermannschaft in der Zweiten Bundesliga bzw. in der Dritten Liga.

## Fußball
Die heutige Fußballabteilung des Kieler MTV wurde im Februar 2003 gegründet, nachdem in der Saison 1999/2000 die ersten Jugendmannschaften (E/F-Jugend) noch unter der Regie der allgemeinen Ballsportabteilung den Pflichtspielbetrieb aufgenommen hatten. Seit der Abteilungsgründung ist die Zahl der am aktiven Spielbetrieb teilnehmenden Mannschaften auf 24 Mannschaften (Saison 2024/25) gestiegen:
- 14 Jugendmannschaften
- 4 Mädchenmannschaften
- 3 Männermannschaften
- 3 Frauenmannschaften

Außerdem trainieren seit Gründung der Abteilung Kinder der G-Jugend und Minis im Kieler MTV, die nicht für den Pflichtspielbetrieb gemeldet sind. Die 1. Frauenmannschaft spielte nach drei Aufstiegen in Folge von 2012/13 bis 2023/24 und seit 2025/26 in der Oberliga (ehem. Schleswig-Holstein-Liga), zwischenzeitlich für eine Saison in der drittklassigen Regionalliga Nord (Saison 2024/25). In der Saison 2014/15 stieg die 2. Frauenmannschaft in die Verbandsliga, die 2. Männermannschaft als Vizemeister in die Kreisklasse B und die 1. Männermannschaft als Vizemeister in die Kreisliga Kiel auf. Nach 11 Jahren der Kreisliga-Zugehörigkeit konnte die 1. Männermannschaft am Ende der Saison 2024/25 unter Trainer Paul Musiol und Kapitän Louis Reinicke den ersten Verbandsliga-Aufstieg der Vereinsgeschichte feiern.
Spielklassen in der Saison 2025/26:
- 1. Herren: Verbandsliga
- 2. Herren: Kreisklasse A
- 3. Herren: Kreisklasse B
- 1. Frauen: Oberliga
- 2. Frauen: Landesliga
- 3. Frauen: Kreisliga

Bereits in den 1920er Jahren unterhielt der Kieler MTV eine Fußballmannschaft, die am Spielbetrieb der Deutschen Turnerschaft teilnahm. Im Jahre 1925 qualifizierten sich die Kieler für die erstmals ausgespielte deutsche Fußballmeisterschaft und zogen mit einem 2:0-Sieg bei der Harburger TB 1865 in das Endspiel ein. Dort traf die Mannschaft auf den MTV Fürth und unterlag deutlich mit 0:5.
Die 1. Frauenmannschaft gewann am 8. Mai 2024 erstmals den SHFV-Pokal. Im Finale besiegte man den höherklassigen SV Henstedt-Ulzburg mit 6:5 im Elfmeterschießen.

## Handball
In der Handballsparte des KMTV gibt es zwei Männermannschaften und eine Frauenmannschaft. Die 1. Männer spielt in der Landesliga Nord und die 2. Männer in der Regionsklasse 1. Die Frauenmannschaft spielt in der Regionsklasse. Die Feldhandball-Abteilung spielte 1933/34 bis 1936/37 in der erstklassigen Handball-Gauliga Nordmark.

## Turnen

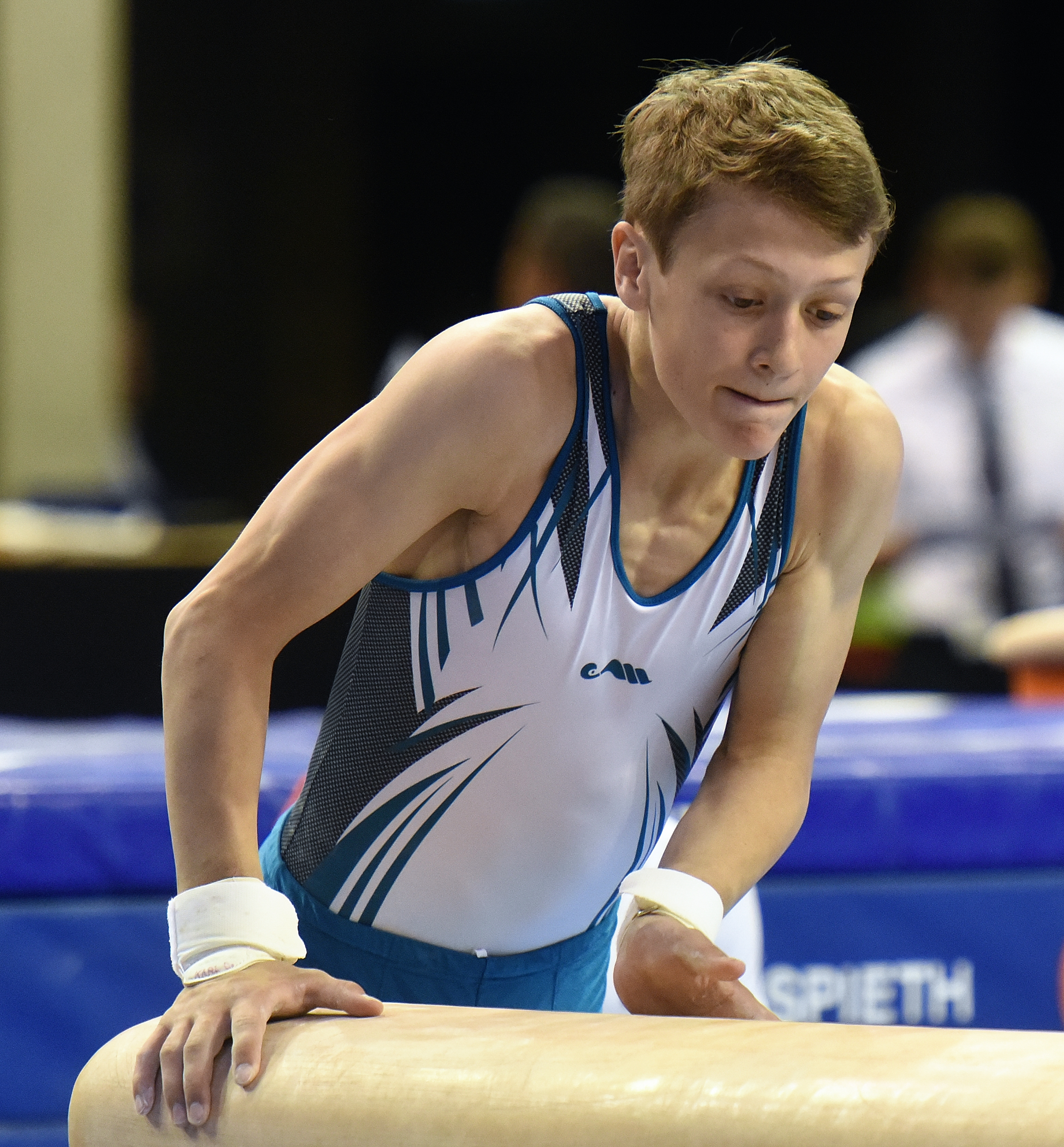
Ein Jugendturner des Kieler MTV am Pauschenpferd

Zu den Norddeutschen Turnmeisterschaften 1934 traten folgende Turner des Vereins an: Karl Streicher, Wiegand, Seibold, Lucas, Magnussen, Pechtl, Schulz.
Anlässlich der 90-Jahr-Feier 1934 turnte die Deutschlandriege in der Kieler Nordostseehalle. Die Riege turnte in der Aufstellung: Sandrock (Immigrath); Pechtl (Kiel); Wedekind (Forst); Huck (Hamburg); Rößler (Vogtland); Schäfer (Hamburg); Karl Streicher (Kiel); Steffens (Bremen); Bockenauer (Berlin) und Pfeiffer (Hamburg).
Am Turnwettkampf Hamburger Turnerschaft von 1816, Turnklubb Hannover, Bremen und Kiel am 20. Januar 1935 in Bremen nahmen auch etliche Turner des Kieler MTV teil. Kiel turnte in der Aufstellung: Willi Pelzer, Friedrich Magnussen, Heinz Schultz, Richard Höper, Andreas Janssen, Kurt Pechtl und Karl Streicher.
Der Turner Daniel Weinert gewann bei der Junioren-Europameisterschaft 2012 in Frankreich die Silbermedaille am Barren und wurde 2014 in Stuttgart Deutscher Meister am Pauschenpferd.
Auch bei den sogenannten Turnspielen war der Klub erfolgreich und konnte 1926 und 1928 die deutsche Schlagballmeisterschaft der Frauen gewinnen.

### Persönlichkeiten (Auswahl)
- Karl Streicher
- Richard Höper
- Daniel Weinert

## Volleyball
Die Männer von FT Adler Kiel / VT Kiel spielten bereits von 1995 bis 2000 fünf Jahre und von 2008 bis 2012 vier Jahre in der 2. Bundesliga, bevor sie sich 2012 als KMTV Eagles dem KMTV anschlossen. 2015 stiegen die Eagles in die Dritte Liga ab. Nach dem Wiederaufstieg 2018 schloss sich die gesamte Volleyballabteilung (bis auf die Hobby-Mixed-Mannschaften) dem Kieler TV an.

## Weitere Sportarten
Darüber hinaus werden beim KMTV noch die Sportarten Aerobic, Basketball, Badminton, Budo, Fechten, Fitnesstraining, Gesundheitssport, Prellball, Seniorensport, Tanzen und Tischtennis ausgeübt.